# Markt (Gavere)

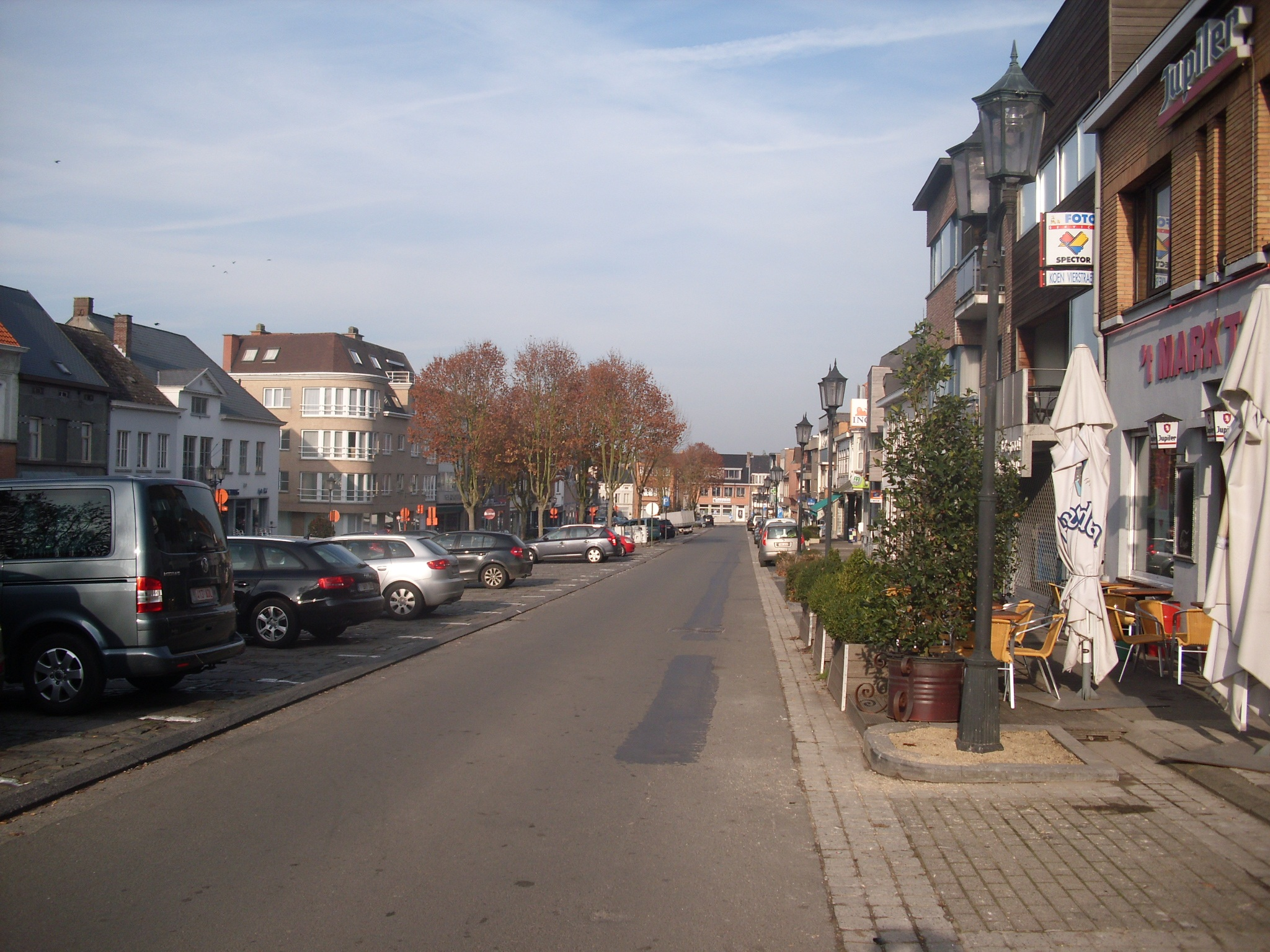
De markt richting noorden.

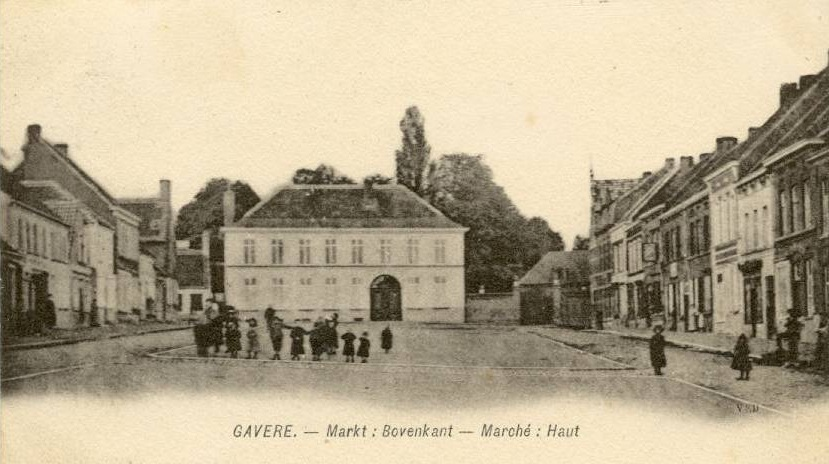
De zuidkant van de markt, waar heden het gemeentehuis staat.

De Markt van de Belgische gemeente Gavere is centraal gelegen in deze verstedelijkte plaats. Het rechthoekig langwerpig noord-zuid georiënteerd plein meet ongeveer 175 meter op 30 meter en helt af naar het noorden, alsook naar het westen over bijna de volledig lengte. Als het ware door de tijd gevormd op een helling die afloopt naar de nabij gelegen Schelde. Rond 1880 werd voorbij de huidige Nieuwstraat aan de westzijde een nieuwe rooilijn gerealiseerd waardoor het zuidelijk deel even breed werd als het noordelijke deel.
In het noorden wordt de markt begrensd door de Onderstraat, in het zuiden op het punt waar de Molenstraat en de Kasteeldreef elkaar vervoegen ter hoogte van het gemeentehuis. De oost- en westzijde worden ingenomen door voetpaden en door een rijweg met elk een verkeersrichting. De meeste woningen hebben een handelsfunctie: herbergen, winkels en dienstverlening.

## Ontmoetingsplaats
Het plein wordt sedert 1456 ingenomen door de wekelijkse markt op maandag, alsook voor de jaarmarkt (sinds 1628) en kermisforen. Op andere dagen wordt deze ongewoon grote markt gebruikt als parkeerplaats. Aan de noordzijde staat sinds 1781 de fontein die in vroegere tijden de bevolking voorzag van drinkbaar water. Het water komt van een bron en wordt in buizen tot daar geleid.
Van 1953 tot 1990 stond het standbeeld Valeir op de markt, het stelde een treurende Gentse krijger voor. Het verwees naar de Slag bij Gavere, die plaatsvond in 1453. In 1990 werd het beeld verplaatst naar de omgeving van het gemeentehuis. Een korte tijd stond er ook een muziekkiosk op het plein, namelijk van 1928 tot 1938.
Het gemeentehuis is in gebruik sinds 1954, het werd gebouwd in 1929 en was eerst de woning van een notaris. Het villa kwam er ter vervanging van een groot classicistisch herenhuis dat tijdens Eerste Wereldoorlog werd beschadigd. Op de hoek met de Kasteeldreef werd in 1899 het postkantoor gebouwd, heden doet het dienst als restaurant.
Het Gemeentelijk Ontmoetingscentrum Racing (G.O.Racing) is er gevestigd op de hoek met de enige zijstraat, nl. de Nieuwstraat.

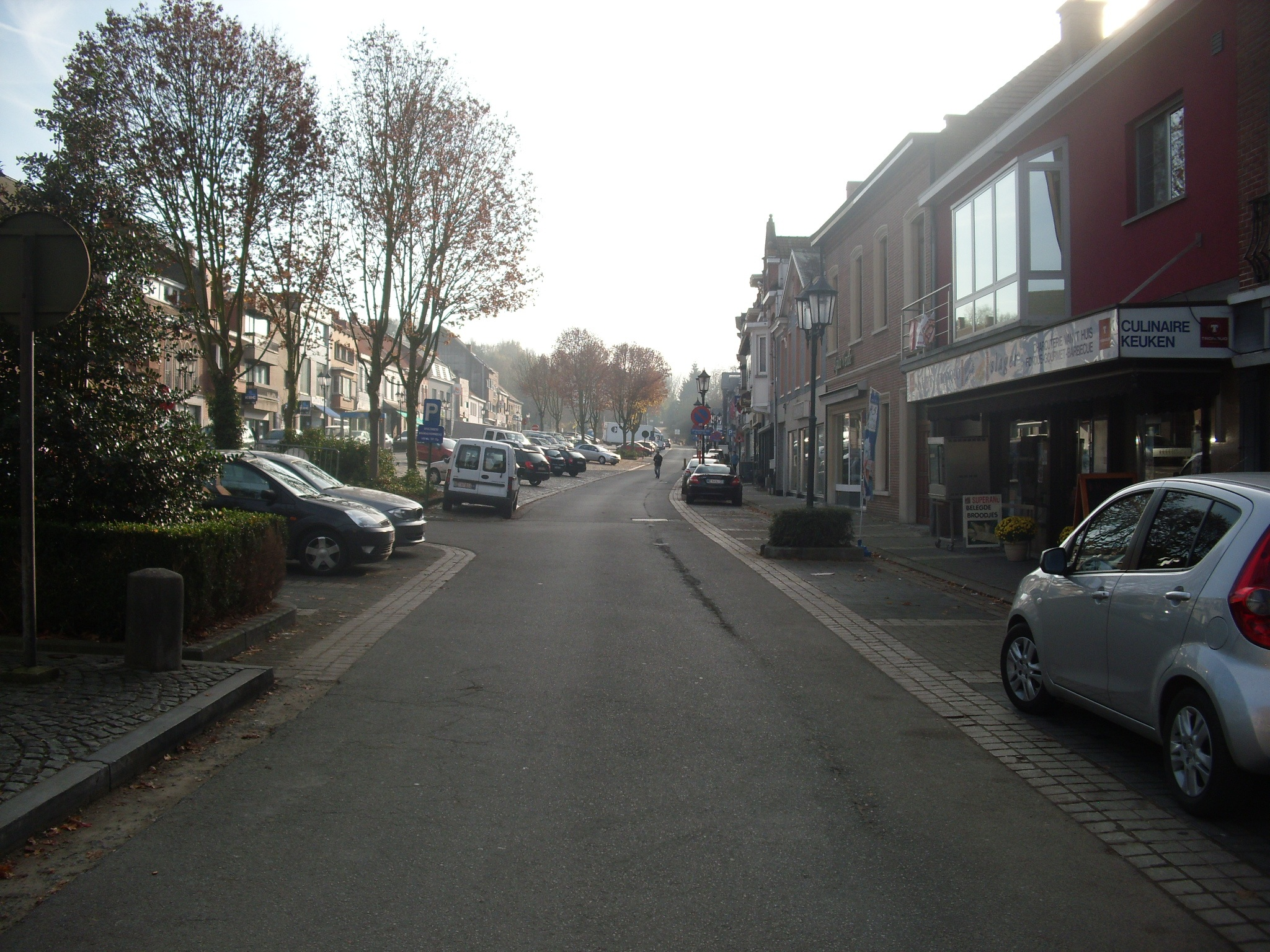
De markt richting zuid.
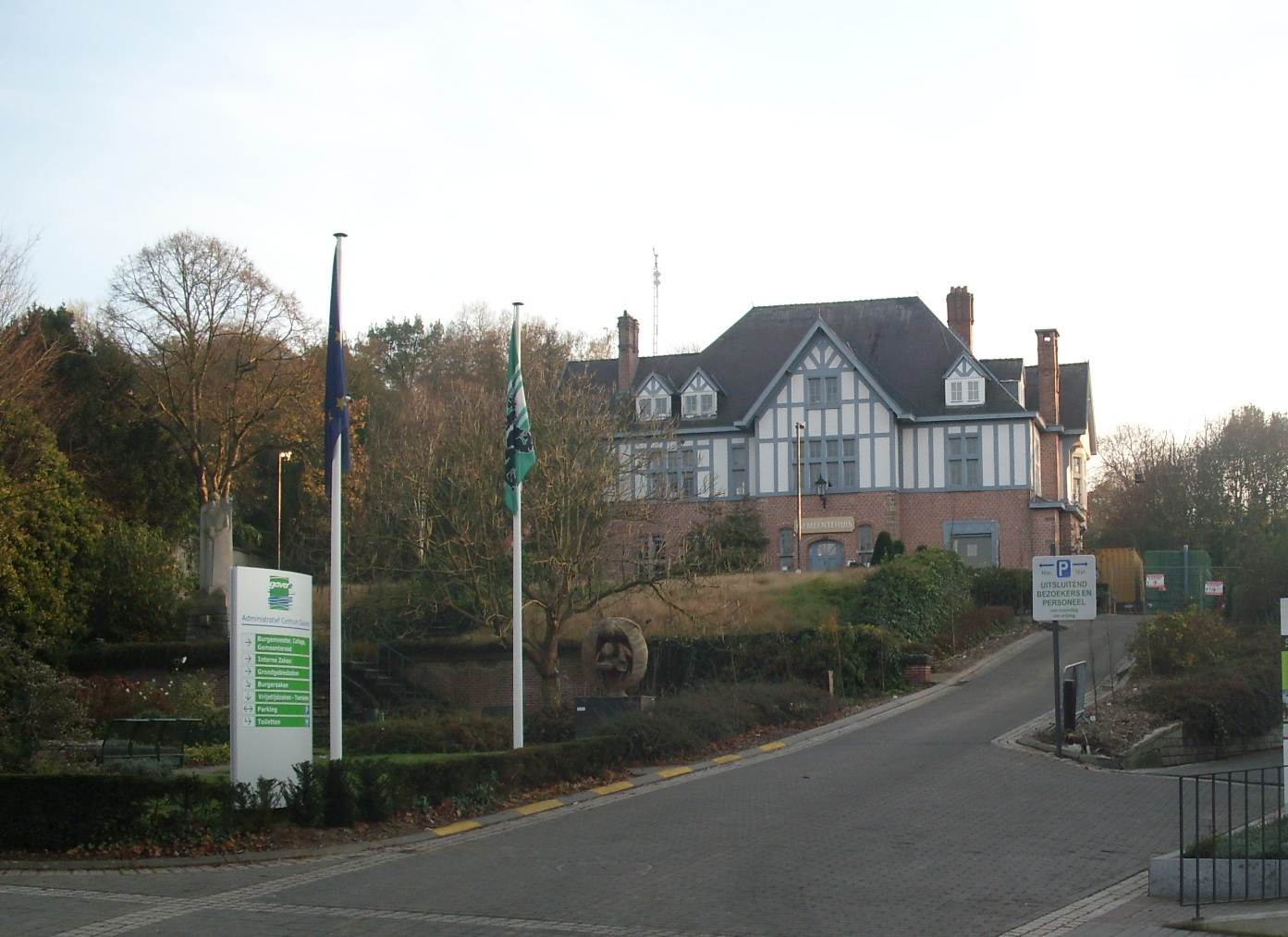
Het gemeentehuis, een voormalige notariswoning.
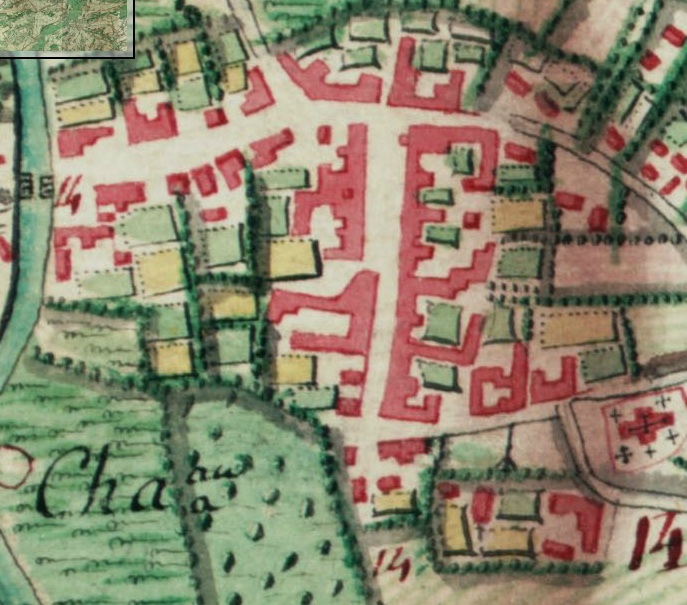
Ferraris (1777), pas in 1880 veranderde de rooilijn aan de westzijde.
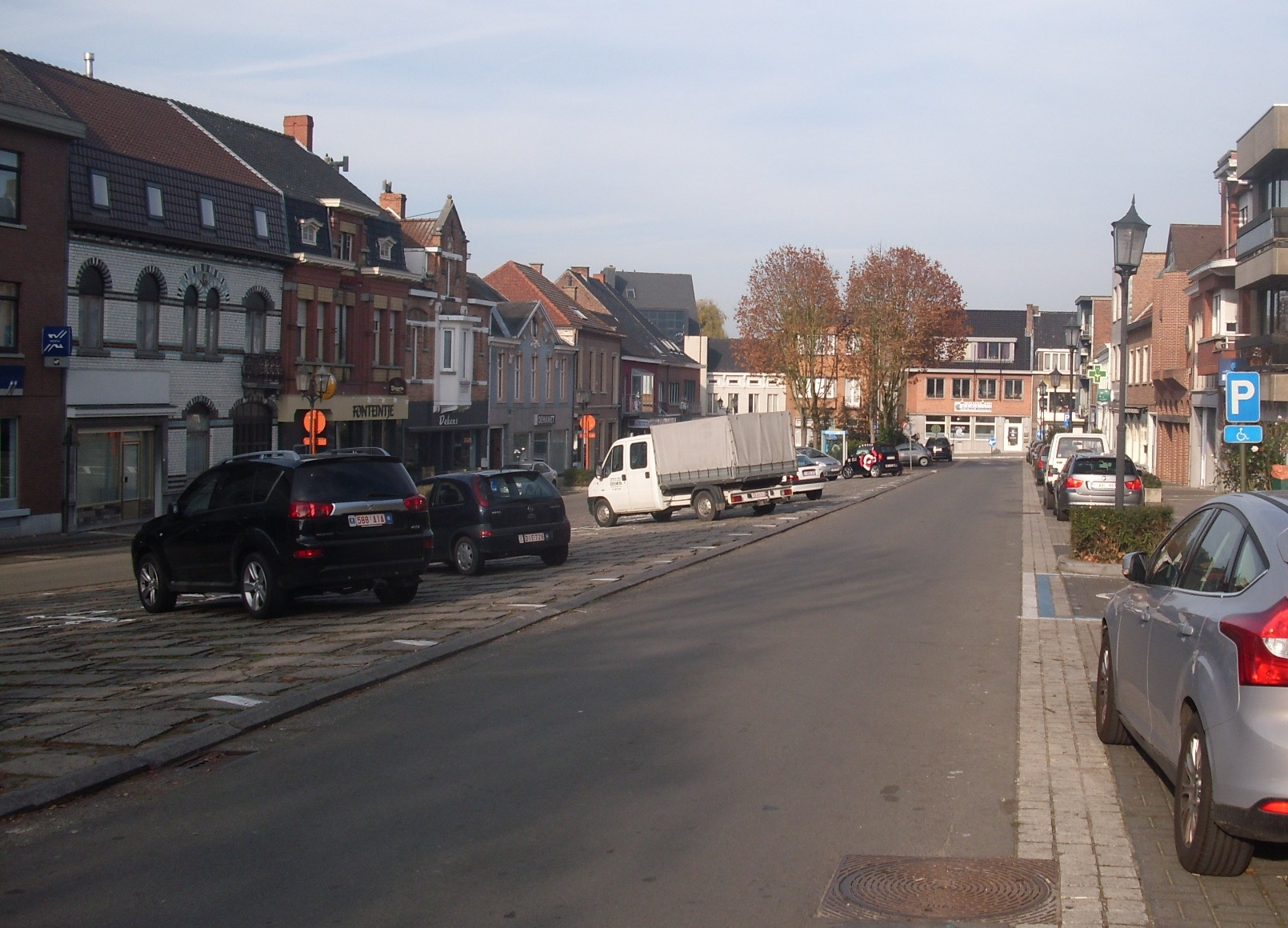
De zijdelingse helling is hier duidelijk zichtbaar.